# Nieuwebrug (Friesland)
Nieuwebrug (Fries: Nijbrêge) is een dorp in de gemeente Heerenveen, in de Nederlandse provincie Friesland. Het ligt ten noordwesten van Heerenveen tussen de A32 en de Heeresloot.
In 2023 kende het dorp 215 inwoners. De bewoning is verdeeld over slechts twee straten, de Leeuwardenstraatweg en de Lier (zijweg van de Leeuwardenstraatweg). Aan een andere zijweg van Leeuwardenstraatweg ligt er een jachthaven. Nieuwebrug vormt met Haskerdijken een tweelingdorp.

## Geschiedenis
Het dorp is in de 19e eeuw ontstaan, toen ten zuiden van Haskerdijken een nieuwe brug werd aangelegd. In 1840 had het dorp al 197 inwoners, in 2004 waren dit er 150.
Tot de gemeentelijke herindeling in 1984 hoorde het dorp bij de gemeente Heerenveen (terwijl Haskerdijken tot de gemeente Haskerland werd gerekend). Nadien was het deel van de gemeente Skarsterlân (of Scharsterland) waarna het op 1 januari 2014, bij het opheffen van die gemeente, opnieuw deel werd van Heerenveen, dit terwijl het grootste gedeelte van de gemeente Skarsterlân opging in de nieuwe fusiegemeente De Friese Meren.

## Geboren
- Geert Regts (1949?), kortebaanschaatser; Nederlands kampioen in 1963

## Molen
In het dorp staat een kleine Amerikaanse windmotor.

## Openbaar vervoer
- Buslijn 28: Heerenveen - Nieuwebrug - Haskerdijken - Akkrum - Irnsum - Grouw

Dorpen: Akkrum · Bontebok · De Knipe · Gersloot · Gersloot-Polder · Haskerdijken · Heerenveen · Hoornsterzwaag · Jubbega · Katlijk · Luinjeberd · Mildam · Nes · Nieuwebrug · Nieuwehorne · Nieuweschoot · Oldeboorn · Oranjewoud · Oudehorne · Oudeschoot · Terband · Tjalleberd

Buurtschappen: Anneburen · Birstum · Brongerga · Henshuizen · Meskenwier · Oosterboorn · Oude Schouw (deels) · Pean · Poppenhuizen · Schurega · Sorremorre · Spitsendijk · Sythuizen · Warniahuizen · Welgelegen (deels)

Friesland: Steden en dorpen      Nederland: Provincies · Gemeenten